# Sisyrinchium idahoense
Sisyrinchium idahoense är en irisväxtart som beskrevs av Eugene Pintard Bicknell. Sisyrinchium idahoense ingår i släktet gräsliljor, och familjen irisväxter.

## Underarter
Arten delas in i följande underarter:
- S. i. idahoense
- S. i. macounii
- S. i. occidentale
- S. i. segetum

## Bildgalleri

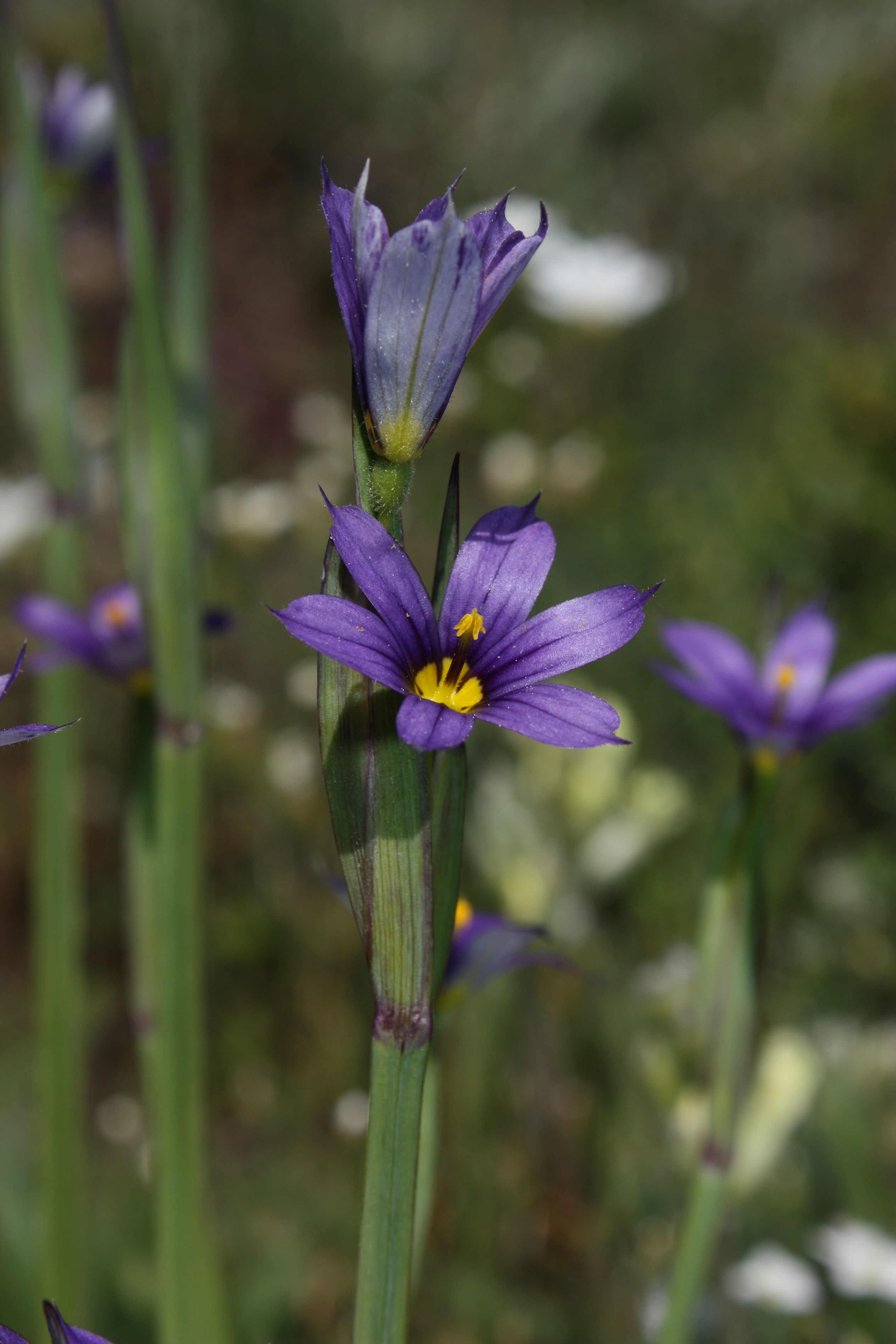
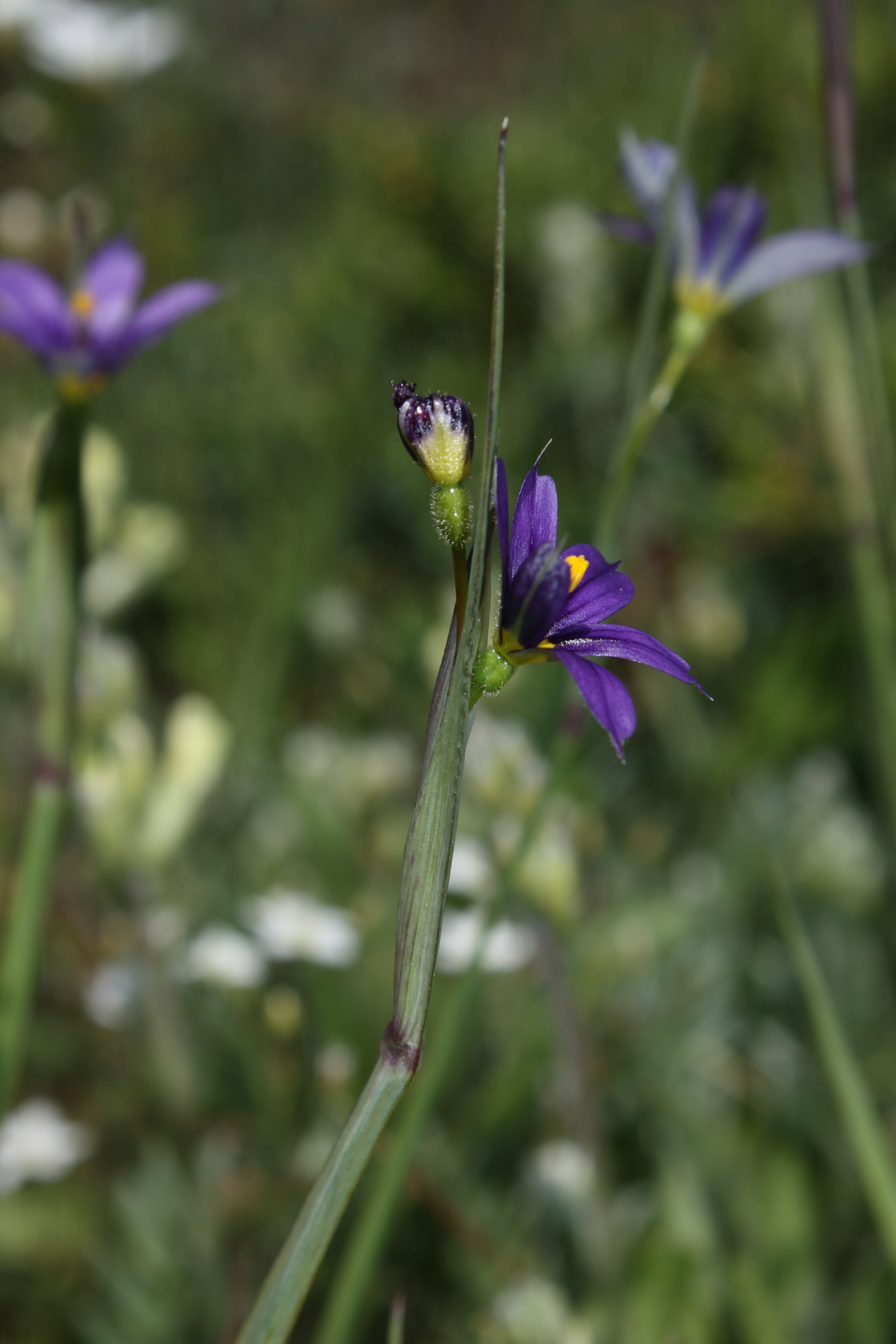
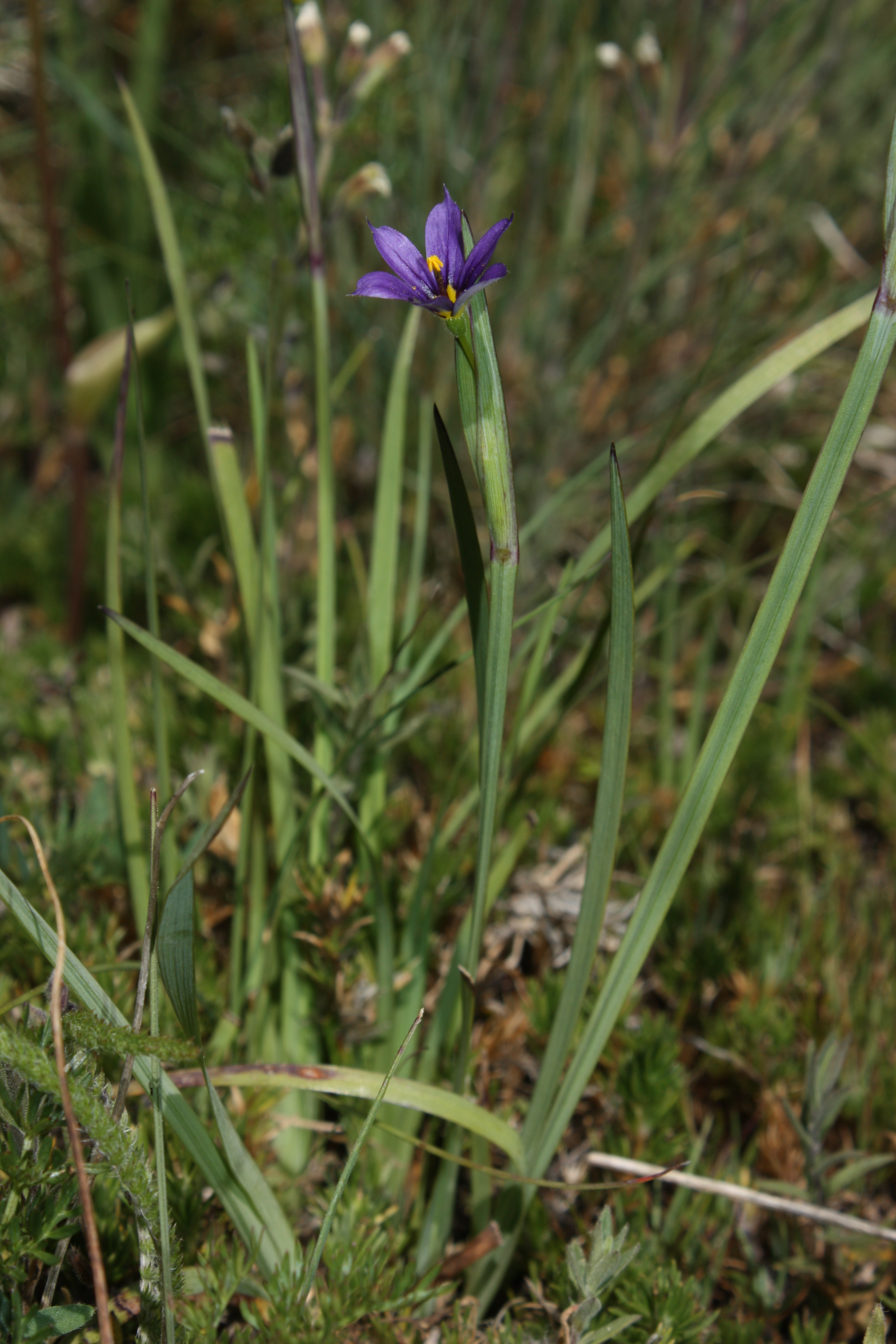